# キリアニ-フィッシャー合成
キリアニ–フィッシャー合成（キリアニ–フィッシャーごうせい、英: Kiliani–Fischer synthesis）は、単糖を合成するまえの手法である。名称はドイツの化学者ハインリッヒ・キリアニとヘルマン・エミール・フィッシャーに因む。本反応はシアノヒドリンの合成と加水分解を経て進行する。したがって、アルドースの炭素鎖が1炭素伸長し、元々存在した全てのキラル炭素上の立体化学は保存される。新たなキラル炭素は両方の立体化学を持つため、キリアニ–フィッシャー合成の生成物は2つのジアステレオメリックな糖（エピマー）の混合物である。例えば、D-アラビノースはD-グルコースとD-マンノースの混合物へと変換される。
1885年にH・キリアニによって初めて報告され、1889年にE・フィッシャーによって拡張された。

## 古典的キリアニ–フィッシャー合成
キリアニ–フィッシャー合成の原版はシアノヒドリンおよびアルドン酸ラクトン中間体を経て進行する。第一段階は出発物資の糖と水溶性シアン化物（典型的にはNaCN）が反応する。シアン化物イオンは糖のカルボニル基へと求核付加し（糖は主に環状ヘミアセタールとして存在する傾向にあるが、それらは常に開鎖アルデヒドまたはケトン形との化学平衡にあり、これらのアルドースの場合はアルデヒド形が反応する）。この付加によって得られたシアノヒドリンは水中で加熱され、シアノ基がカルボン酸へと加水分解され、生じたカルボン酸は自身のヒドロキシ基と素早く縮合し、より安定なラクトン（環状エステル）を形成する。ラクトンは（クロマトグラフィー、異なる溶媒への分配、またはその他の分離手法によって）分離され、望むラクトンはナトリウムアマルガムを使って還元される。下図に示すように、D-アラビノースはD-グルコノニトリルおよびD-マンノノニトリルの混合物へと変換され、次にこれらはD-グルコノラクトンおよびD-マンノラクトンへと変換され、分離され、D-グルコースまたはD-マンノースへと還元される。この手法による化学収率は約30%である。

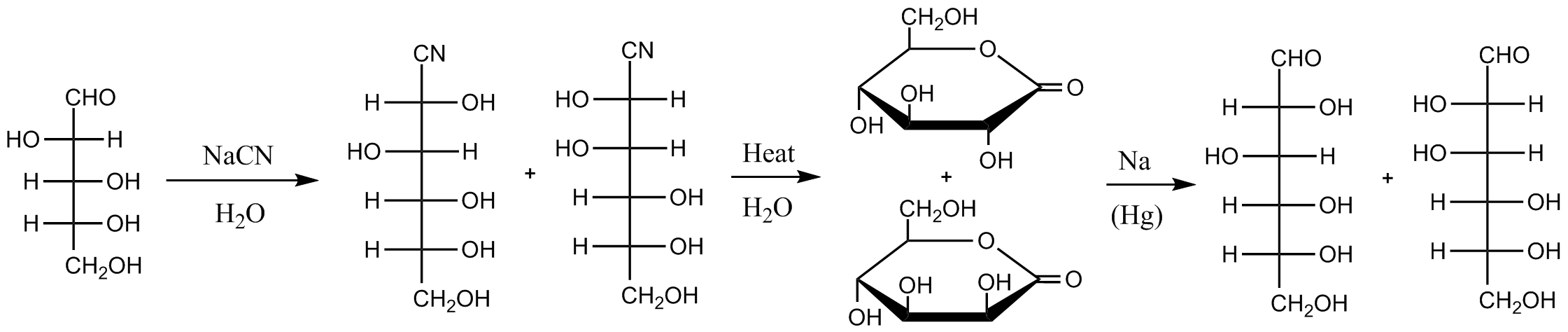
D-アラビノースからD-グルコースまたはそのC-2エピマーであるD-マンノースのキリアニ–フィッシャー合成の段階

## 改良版
近年、より大きな糖でいくらか高い収率を得るための改良された還元法が開発された。シアノヒドリンをラクトンへ変換する代わりに、シアノヒドリンは触媒としてパラジウム on 硫酸バリウムおよび溶媒として水を用いて水素によって還元され、イミンが形成される。水の存在によって、イミンはすばやく加水分解され、アルデヒドが形成する。したがって、最終化合物の糖は3段階ではなくわずか2段階で生成する。異性体の分離はラクトン中間体ではなく糖生成物の段階で行われる。アルデヒド基がヒドロキシ基へとさらに還元されアルジトールとならないように特別な触媒が必要である。水素化が1段階に制限されたこれらの触媒は被毒化触媒と呼ばれる。リンドラー触媒がその一例である。下図はこの改良法によるL-トレオースのL-リキソースおよびL-キシロースへの変換を示している。

## 使用および制限
グリセルアルデヒドの両エナンチオマーは市販されているため、キリアニ–フィッシャー合成を適切な回数繰り返し適用することによっていかなる鎖長のアルドースのいかなる立体異性体をも得ることが可能である。トリオースであるD-グリセルアルデヒド (1) からはテトロースのD-エリトロース (2a) およびD-トレオース (2b) が得られる。これらからはペントースのD-リボース (3a) およびD-アラビノース (3b)、ならびにD-キシロース (3c) およびD-リキソース (3d) がそれぞれ得られる。次の繰り返しでヘキソースのD-アロース (4a) および D-アルトロース (4b)、 D-グルコース (4c) および D-マンノース (4d)、D-グロース (4e) および D-イドース (4f)、ならびにD-ガラクトース (4g) および D-タロース (4h) が得られる。D-ヘプトースとそれ以上はこれをさらに繰り返すことで得ることができ、エナンチオメリックなL系列はL-グリセルアルデヒドを出発原料とすることで得ることができる。

実際面では、キリアニ–フィッシャー合成は天然源から得ることが困難または不可能な糖を生産するために大抵用いられる。この合成法によって全ての望むアルドースの全ての可能な立体異性体を得ることがは可能であるものの、この工程は低収率と毒性試薬の使用によって制限される。加えて、長鎖のアルドースを得るためにキリアニ–フィッシャー合成を繰り返し行うとすると総収率は指数関数的に減少する。
この工程ではアルドースのみが得られるものの、興味を持っている糖がケトースの場合もあるだろう。一部のケトースはエンジオール中間体を経た異性化によって類似ルドースから得ることができる。例えば、アルカリ水溶液中で、グルコース、フルクトース、およびマンノースはゆっくりと相互変換する（ロブリー・ド・ブリュイン＝ファン・エッケンシュタイン転位）。一部のまれな糖はアルドール反応によって得ることもできる。